# Rundfunkjahr 2023
Liste der Rundfunkjahre

◄◄ | ◄ | 2019 | 2020 | 2021 | 2022 | Rundfunkjahr 2023 | 2024 | 2025

Weitere Ereignisse

## Allgemein
- 01. Januar: Das Neujahrskonzert der Wiener Philharmoniker wird zum 65. Mal vom ORF übertragen.
- 01. Januar: Kai Gniffke übernimmt ein Jahr früher als ursprünglich geplant den ARD-Vorsitz.
- 05. Februar: Bei der Verleihung der Grammy Awards 2023 gewann die SWR Big Band einen Grammy für das Arrangement Scrapple from the Apple aus dem Album Bird Lives.[1]
- 21. Februar: Der ORF-Generaldirektor Roland Weißmann teilt mit, dass das ORF Radio-Symphonieorchester Wien nicht mehr vom Sender finanziert werden könne. Das RSO sei nicht gesetzlich als Aufgabe des ORF festgelegt.
- 22. Juni: Die irische RTÉ gibt bekannt, dass der Talkshow-Moderator Ryan Tubridy zusätzlich zu seinem offiziellen Gehalt von 420.000 € im Jahr noch weitere 345.000 € aus Schattenkonten erhalten hat. Dies löst den Tubridy-Skandal aus, der die Glaubwürdigkeit des öffentlich-rechtlichen Rundfunks in Irland nachhaltig erschüttert.[2]
- an drei Terminen werden in Deutschland Briefmarken zum Thema Rundfunk erscheinen:
  - 03. August: Die Mainzelmännchen unterstützen mit drei Plusmarken die Serie „Für die Jugend“ zur Förderung der Stiftung Deutsche Jugendmarke.
  - 05. Oktober: Briefmarke zu 100 Jahre Rundfunk in Deutschland
  - 02. November: Die Ausgabe zu 50 Jahre Ein Herz und eine Seele aus der Briefmarken-Serie Deutsche Fernsehlegenden wurde nicht herausgegeben
- 18.–22. Oktober: Anlässlich der Frankfurter Buchmesse schlossen sich ARD, ZDF und 3sat erstmals zu einer gemeinsamen „Lesebühne“ im Forum der Messe zusammen. Zu bestimmten Zeiten wurden Beiträge auch von Deutschlandfunk Kultur und Arte beigesteuert.[3]
- Anfang November: Wurde ein Schreiben der damaligen stellvertretenden SWR-Verwaltungsratsvorsitzende Heike Raab bekannt, in der sie Kritik an der Berichterstattung des Südwestrundfunk äußerte. Knapp einen Monat später tritt sie von ihren entsprechenden Medienämtern zurück.
- 27. Dezember: Die letzte Ausgabe der rtv liegt den Zeitungen bei

## Hörfunk
- 26. Januar: Das britische Programm Absolute Radio stellt die Verbreitung des Programms über Mittelwelle ein. Zuletzt nutzten noch 23 Prozent der Hörer diesen Empfangsweg, insgesamt hat die Mittelwelle in Großbritannien einen Marktanteil von 2 Prozent. Absolute Radio nutzte bis zuletzt die ehemalige Senderkette von BBC Radio 1 mit einem landesweiten Gleichwellennetz auf der Mittelwellenfrequenz 1215 kHz sowie zahlreichen Füllsendern.[4]
- 01. März: In Island wird der Sendemast des Langwellensenders Eiðar gesprengt. Das Programm auf der Langwellenfrequenz 207 kHz war zuvor am 27. Februar ohne vorherige Ankündigung abgeschaltet worden.[5]
- 13. März: Die britische Regierung gewährt dem BBC World Service angesichts der derzeitigen außenpolitischen Lage eine einmalige Zuwendung von 20 Millionen Pfund (umgerechnet 23 Millionen Euro), um das Auslandsprogramm in seinem jetzigen Umfang erhalten zu können. Der BBC World Service steht finanziell unter Druck, nachdem der Premierminister Boris Johnson die Rundfunkgebühren in der bisherigen Höhe eingefroren hat.[6] Ungeachtet der finanziellen Zuwendung stellte die BBC die Sendungen in Farsi für den Iran zum 26. März ein.[7]
- 14. April: Der irische Rundfunk RTÉ beendet die Ausstrahlung seines ersten Hörfunkprogramms RTÉ Radio 1 über Langwelle aus Kostengründen, obwohl vor allem ältere Iren, die in Großbritannien leben, vielfach auf den Empfang per Langwelle angewiesen sind, um den Kontakt in ihre Heimat zu halten.[8] Bereits zum 31. März 2021 war die Ausstrahlung der RTE-Hörfunkprogramme auf DAB+ im Zuge von Sparmaßnahmen eingestellt worden, weil sich herausgestellt hatte, dass nur 0,5 % der Hörer diesen Verbreitungsweg genutzt hatten.[9]
- 22. Juni: Die Intendanten der ARD beschließen als Sparmaßnahme ab 2024 den Aufbau von „Kompetenzcentern“ für Beiträge zu den Themen Klima, Verbraucher und Gesundheit. Außerdem wird für die Nachrichten- und für die Kulturwellen zukünftig ab 20 Uhr und für das ganze Wochenende ein gemeinsames Mantelprogramm produziert, das von allen Sendern übernommen werden soll.[10][11][12]

## Fernsehen
- 08. Januar: Vor 50 Jahren (1973) wurde die Sesamstraße das erste Mal im Deutschen Fernsehen ausgestrahlt.
- 05. Oktober: Caren Miosga moderiert zum letzten Mal die Tagesthemen (seit 2007). Ihre Nachfolgerin wird Jessy Wellmer, die ab 30. Oktober durch die Sendung führt.
- 25. November: 218. und letzte Ausgabe von Wetten, dass..? aus Offenburg mit Thomas Gottschalk.
- 03. Dezember: Letzte Ausgabe der politischen Talkshow Anne Will Im Ersten.
- 31. Dezember: ServusTV stellt den Sendebetrieb in Deutschland ein

## Gestorben
- 01. Januar: Klaus Weiss, deutscher Schauspieler und Hörspielsprecher (* 1944)
- 16. Januar: Dettmar Cramer, deutscher Journalist und Intendant des Deutschlandfunks (* 1929)
- 23. März: Hans-Dieter Hillmoth, deutscher Journalist und Rundfunkmanager (* 1953)
- 27. März: Heinz Florian Oertel, deutscher Reporter, Moderator und Schauspieler (* 1927)
- 05. April: Ulf Posé, deutscher Hörfunk- und Fernsehmoderator, sowie Buchautor (* 1947)
- 06. April: Walter Jasper, deutscher Hörfunkkommentator (* 1942)
- 24. April: Ernst Huberty, luxemburgisch-deutscher Sportjournalist und Fernsehmoderator (* 1927)
- 26. April: Heiner Giersberg, deutscher Journalist, Synchron- und Hörbuchsprecher (* 1941)
- 26. April: Manfred Prescher, deutscher Journalist, Buchautor und Radiomoderator (* 1961)
- 06. Mai: Wolf-Dieter Stubel, deutscher Hörfunkmoderator (* 1941)
- 12. Mai: Barbara Feldmann, deutsche Journalistin und Hörfunkregisseurin (* 1944)
- 21. Juni: Christa Maerker, deutsche Journalistin, Filmkritikerin, Dokumentarfilm-, Drehbuch- und Hörspielautorin (* 1941)
- 22. Juni: Wolfgang Knape, deutscher Schriftsteller und Hörspielautor (* 1947)
- 11. Juli: Horst Fuchs, deutscher Teleshopping-Moderator (* 1946)
- 25. August: Volker von der Heydt, deutscher Journalist und Rundfunkintendant (* 1944)
- vor oder am 24. Oktober: Jörg Jannings, deutscher Hörspielregisseur (* 1930)
- 10. Dezember: Dieter Stolte, deutscher Journalist und von 1982 bis 2002 Intendant des Zweiten Deutschen Fernsehens (* 1934)